# Phyllophaga debilis
Phyllophaga debilis är en skalbaggsart som beskrevs av Leconte 1856. Phyllophaga debilis ingår i släktet Phyllophaga och familjen Melolonthidae. Inga underarter finns listade i Catalogue of Life.